# NGC 2844
NGC 2844 ist eine Spiralgalaxie mit ausgedehnten Sternentstehungsgebieten vom Hubble-Typ Sa im Sternbild Luchs am Nordsternhimmel. Sie ist schätzungsweise 66 Mio. Lichtjahre von der Milchstraße entfernt und hat einen Durchmesser von etwa 35.000 Lj.
Im selben Himmelsareal befinden sich u. a. die Galaxien NGC 2838, NGC 2852, NGC 2853.
Das Objekt wurde am 18. März 1787 von Wilhelm Herschel entdeckt.